# 桜瀬琥姫
桜瀬 琥姫（おうせ こひめ、1972年11月5日 - ）は、日本のイラストレーター・漫画家。岐阜県出身。有限会社リグ・マージェ 代表取締役。新声社よりデビュー。独特の深みのある色使いと、ミュシャを意識したレイアウトが特徴。

## 作品リスト

### ゲーム
- マリーのアトリエ 〜ザールブルグの錬金術士〜（ガスト）
- ククロセアトロ 悠久の瞳（サン電子）
- メリクリウスプリティ 〜end of the century〜（インターチャネル）
- 暴れん坊プリンセス（アルファシステム開発、角川書店・ESP発売）

### 小説の表紙・挿絵
- マリーのアトリエ（工藤治：著、電撃文庫：刊）
- ククロセアトロ〜悠久の瞳〜（工藤治：著、電撃文庫：刊）
- 暴れん坊プリンセス （細江ひろみ・桝田省治：著、角川スニーカー文庫：刊）
- ホーリィの手記（加藤ヒロノリ：著、富士見ファンタジア文庫：刊）
- ウルフ・タワー（タニス・リー：著、産業編集センター：刊）
- ヴァンパイアハンター外伝 レイレイ編 終わらない春（嬉野秋彦：著、ゲーメストΖ文庫：刊）
- 厄災の申し子と聖女の迷宮（ひるのあかり：著、ドラゴンノベルス：刊）

### コミック
- HEART SUGAR TOWN（ウルトラジャンプ連載、集英社：刊）
- GRANDEEK（コミックガム連載、ワニブックス：刊）
  - GRANDEEK ReeL（ウルトラジャンプ連載、集英社：刊）

### カードイラスト
- モンスターコレクション（グループSNE：開発、富士見書房：発売）

### 画集ほか
- 桜瀬琥姫画集 マリーのアトリエ
- 桜瀬琥姫 自選イラスト集 万華鏡（Kaleido Scope）
- 暴れん坊プリンセス 公式ビジュアルガイド
- 桜瀬琥姫画集 星讀（アストロラーベ）

## 備考
桜瀬王虎姫は、当時執筆していた雑誌の『ゲーメスト』における誤植によるもので、『サムライスピリッツ』のキャラクターである王虎も相俟って話題となった。ペンネームの琥姫は飼っていた猫の名前からとり、好きな桜の文字を使った名字をつけた。